# Révolte à Saint-Pétersbourg
Pour plus de détails, voir Fiche technique et Distribution.
Révolte à Saint-Pétersbourg, également connu sous le titre Prologue (titre original : russe : Пролог ; Prolog) est un film dramatique soviétique réalisé par Iefim Dzigan et sorti en 1956.

## Synopsis
Le 9 janvier 1905, Pop Gapon prend la tête d'un cortège d'ouvriers de Saint-Pétersbourg jusqu'à la place du Palais d'Hiver, où réside le tsar Nicolas II. Les bolcheviks Fiodor et Marfa haranguent le peuple en lui garantissant qu'il n'a rien à attendre de la faveur du monarque. Le père de Marfa, l'ouvrier Krouglov, interrompt brusquement sa fille. Lentement, la foule de plusieurs milliers de personnes se déplace. Devant le Palais d'Hiver, un mur de soldats leur barre la route. Les baïonnettes brillent d'un éclat menaçant. Marfa essaie de convaincre les soldats de l'inanité de leur rôle. Mais un ordre est entendu, des salves sont tirées. Des centaines de personnes désarmées sont tuées en toute innocence. La confiance du pueple dans le tsar est brisée. L'ouvrier Matveï Krouglov commence à regarder le monde sous un nouveau jour. Il cache le combattant clandestin Fédor, revenu de Genève. Bientôt, le soldat Filimonov, l'un de ceux à qui Marfa a fait appel, vient lui aussi. L'appel de Lénine à entamer une lutte révolutionnaire résonne dans le cœur des travailleurs. À Saint-Pétersbourg commence une grève. Les prolétaires de Moscou prennent les armes et combattent héroïquement. Le bolchevik Fiodor arrive avec une lettre de Lénine. Gravement blessé, il hisse la bannière de la révolution au-dessus de la barricade. Les troupes tsaristes attaquent les travailleurs. Mais le chant révolutionnaire retentit victorieusement. Avec lui, l'action se déplace en 1917. Parmi ceux qui prennent d'assaut le Palais d'hiver, on trouve l'ouvrier Krouglov, Filimonov et Marfa.

## Fiche technique
- Titre français : Révolte à Saint-Pétersbourg[2],[3] ou Prologue[4]
- Titre original russe : Пролог, Prolog
- Réalisation : Iefim Dzigan
- Scénario : Alexandre Stein (ru)
- Photographie : Boris Petrov (ru), Valentin Pavlov (ru)
- Musique : Nikolaï Krioukov
- Sociétés de production : Mosfilm
- Format : Noir et blanc - 1,37:1 - Son mono - 35 mm
- Pays de production :  Union soviétique
- Langue originale : russe
- Genre : film dramatique
- Durée : 100 minutes
- Dates de sortie : 
  - Union soviétique : 8 décembre 1956

## Distribution
- Nikolaï Plotnikov — Vladimir Ilitch Lénine
- Maria Pastoukhova (ru) — Nadejda Kroupskaïa
- Pavel Kadotchnikov — Maxime Gorki
- Vladimir Soloviov (ru) — Matveï Fomitch Krouglov, l'ouvrier de l'usine Poutilovski
- Inna Kondratieva (ru) — Marfa Krouglova
- Viktor Avdiouchko — Fiodor, un bolchevik
- Danouta Stoliarskaïa (ru) — Katia, une bolchevik
- Nina Rodionova (ru) — Varvara, une bolchevik
- Pavel Vinnik — Filimonov
- Zinaïda Vorkoul (ru) — Ivanova
- Nikolaï Grabbe — Iourkkou, un bolchevik
- Piotr Konstantinov (ru) — Zelionyï
- Guénnadi Ioudine (ru) — Ignati
- Vladimir Koltchine (ru) — Nicolas II
- Efim Kopelian — Guéorguiï Gapon
- Piotr Savine (ru) — Kossoï